# Аманалиев, Ходжаберды
Ходжаберды́ Аманали́ев (1926 год, с. Акдепе, Бахарденский район, Полторацкий округ, Туркменская ССР) — садчик кирпича Ашхабадского заводоуправления № 1 Министерства промышленности строительных материалов Туркменской ССР. Герой Социалистического Труда (1971). Депутат Верховного Совета Туркменской ССР 6 — 7, 9 созывов.

## Биография
Родился в 1926 году в крестьянской семье в селе Акдепе Бахарденского района (сегодня — Бахерденский этрап).
Окончил местную сельскую школу. С 1940 года трудился рядовым колхозником в колхозе имени Будённого Ашхабадского района. В 1944 году призван в Красную Армию. После армейской службы возвратился в родной колхоз.
С 1954 года — разнорабочий, формовщик 1-го Ашхабадского кирпичного завода. Достиг высокого мастерства, ежедневно перевыполняя нормы выработки. Досрочно выполнил личные личные социалистические обязательства и производственные задания Восьмой пятилетки (1966—1970). В течение этой пятилетки ежедневно во время каждой рабочей смены изготовлял в среднем по 18 тысяч кирпичей при сменной норме в 12 тысяч кирпичей. Указом Президиума Верховного Совета СССР от 7 мая 1971 года удостоен звания Героя Социалистического Труда за «выдающиеся производственные успехи в выполнении заданий пятилетнего плана» с вручением ордена Ленина и золотой медали «Серп и Молот» (№ 17987).
Избирался депутатом Верховного Совета Туркменской ССР 6-7 созывов (1963—1970) и 9-го созыва (1975—1980).
Проживал в Ашхабаде. С 1981 года — персональный пенсионер союзного значения.
Награды
- Герой Социалистического Труда
- Орден Ленина
- Орден Трудового Красного Знамени (28.07.1966)
- Орден «Дружбы народов» (19.03.1981)